# St. Louis Jimmy Oden
James Burke "St. Louis Jimmy" Oden (26 de junio de 1903 – 30 de diciembre de 1977)  fue un cantante y compositor de blues estadounidense.

## Biografía
Nació en Nashville, Tennessee, Estados Unidos. Sus padres eran Henry Oden, un bailarín, y Leana West, aunque ambos habían muerto antes de que su hijo cumpliera ocho años.  Cantó y aprendió por sí mismo a tocar el piano en la infancia. En su adolescencia, se fue de casa a St. Louis,  donde el blues basado en piano era prominente. Desarrolló su talento vocal y comenzó a actuar con el pianista Roosevelt Sykes. Después de más de diez años tocando en St. Louis y sus alrededores, en 1933 él y Sykes se mudaron a Chicago. 
En Chicago, lo apodaron St. Louis Jimmy y tuvo una sólida carrera interpretativa y discográfica durante las siguientes cuatro décadas.  Chicago se convirtió en su hogar, pero Oden viajó con músicos de blues por todo Estados Unidos. Grabó muchos discos, siendo el más conocido el de 1941 de Bluebird, "Goin' Down Slow".  Las canciones de Oden "Take the Bitter with the Sweet" y "Soon Forgotten" fueron grabadas por su amigo Muddy Waters. 
"Florida Hurricane" fue lanzado en 1948 en Aristocrat Records. La canción contó con Muddy Waters a la guitarra y Sunnyland Slim al piano.  En 1949, Oden se asoció con Joe Brown para formar una pequeña compañía discográfica, JOB Records.  Oden parece haber terminado su participación al cabo de un año, pero con otros socios la empresa permaneció en el negocio hasta 1974.

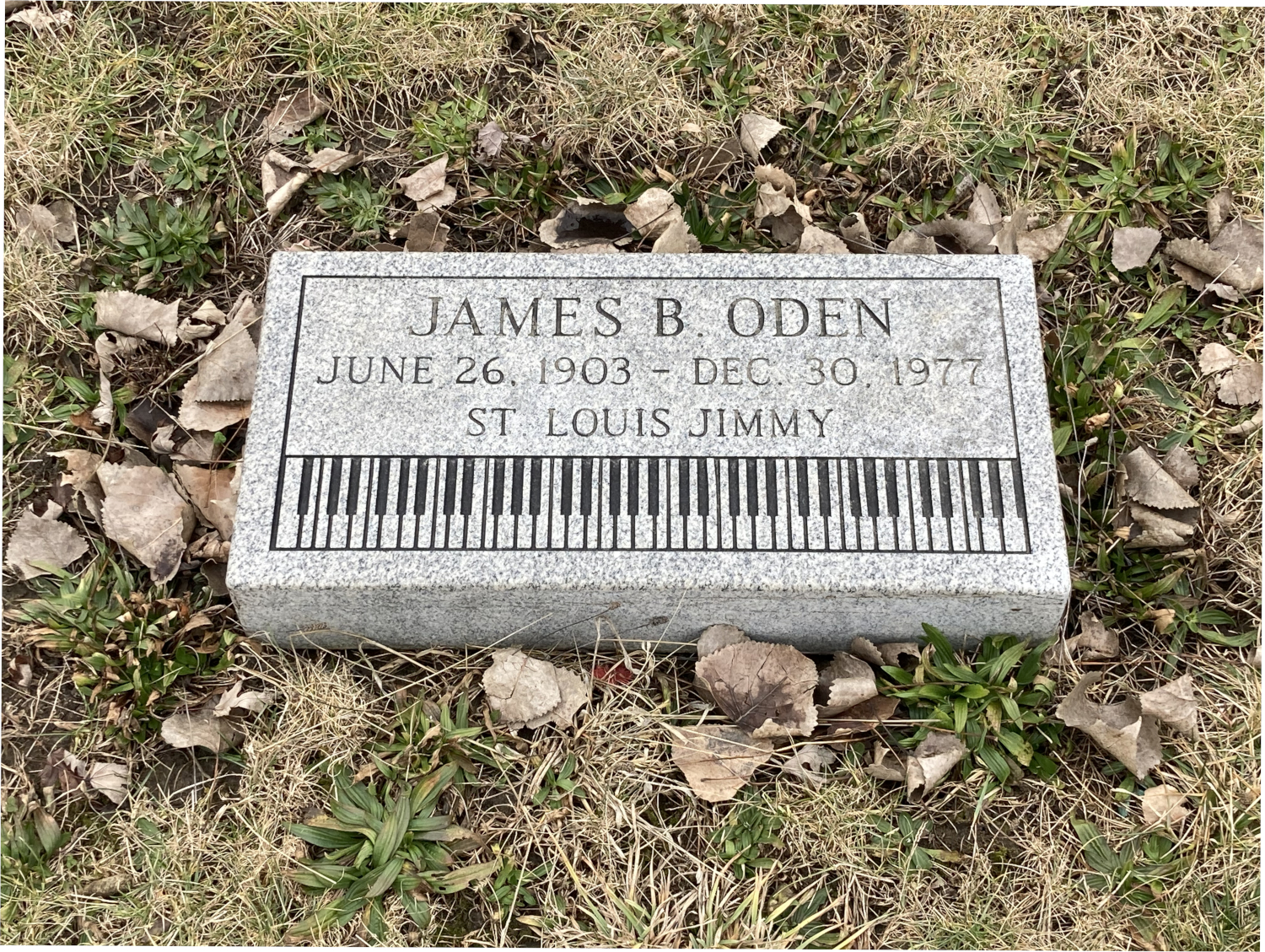
La tumba de Oden en el cementerio de Restvale

Pasó menos tiempo actuando después de sufrir un accidente automovilístico en 1957.  Las canciones escritas más adelante en su carrera incluyen "What a Woman!" Oden lanzó el álbum Goin' Down Slow en Prestige-Bluesville en 1960.  Actuó como vocalista en tres canciones grabadas para una sesión de Otis Spann en 1960. Estas pistas fueron publicadas en el álbum Walking the Blues, reeditado como Candid CD (CCD 79025) en 1989. 
Murió de bronconeumonía en 1977,  a la edad de 74 años en Chicago. Fue enterrado en el cementerio Restvale, en Alsip, Illinois, cerca de Chicago. 

## Discografía

### Como líder
- I Have Made up my Mind (Champion, 1932)[6]
- Goin’ Down Slow (Prestige Bluesville, 1961)

### Como invitado
Con Otis Spann
- Walking the Blues (Barnaby, 1960 [1972])

Con Sunnyland Slim
- House Rent Party (Delmarca, 1947 [1992])